# 松柏里 (从化)
松柏里是中国广东省广州市从化区的一个自然村。在太平镇东面约6千米，属飞鹅村管辖。清朝时建村，因建村时有松柏树得名。1998年时，全村人口138人。